# Febre de les trinxeres

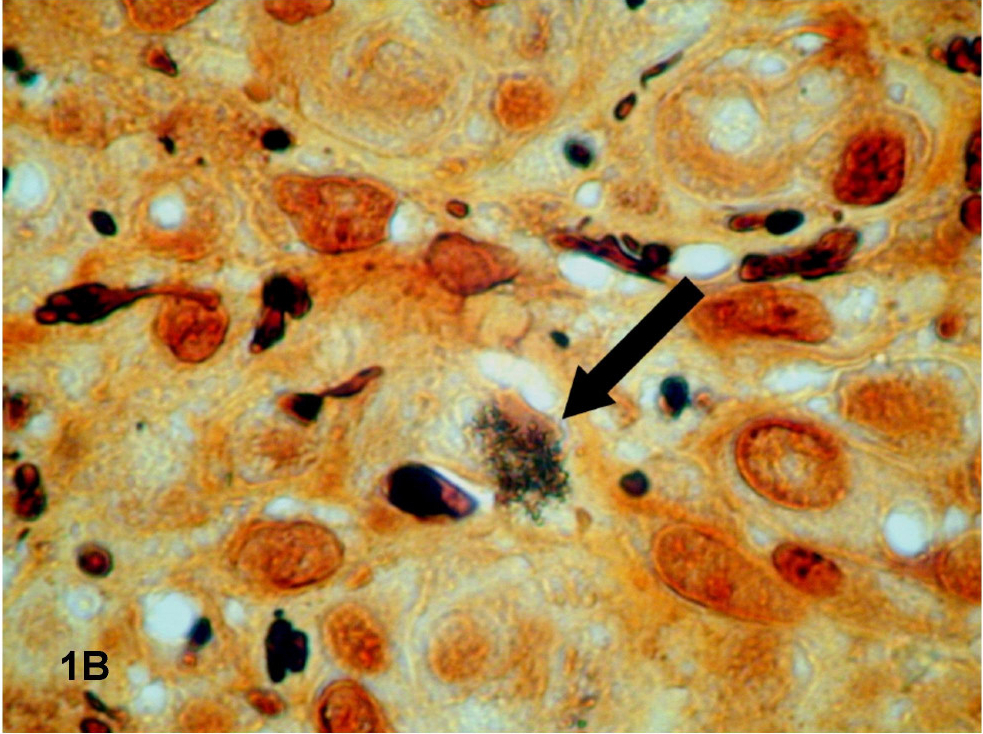
Conglomerats de bacteris (indicats per una fletxa) de la tinció de Warthin-Starry.

La febre de les trinxeres (també coneguda com a «febre dels cinc dies», febre quintana» (febris quintana en llatí), i « febre de Volínia») és una malaltia moderadament seriosa transmesa pel poll del cos. Va infectar exèrcits a Flandes, França, Polònia, Galítsia, Itàlia, Salònica, Macedònia, Mesopotàmia, Rússia i Egipte durant la Primera Guerra Mundial.
Aquesta malaltia és causada pel bacteri Bartonella quintana (abans coneguda com a Rochalimea quintana i Rickettsia quintana), que es troba a les parets estomacals dels polls de cos. La Bartonella quintana està estretament relacionada amb la Bartonella henselae, l'agent causant de la malaltia per esgarrapada de gat i de l'angiomatosi bacilar. Es caracteritza per febre, esgarrifances, àlgies arreu i erupció maculosa. No sol durar més de cinc dies, però s'hi recau sovint.
Entre les persones que van patir aquesta malaltia, hi ha els escriptors J.R.R. Tolkien, A. A. Milne, i C.S. Lewis. Entre 1915 i 1918, entre una cinquena part i un terç de les tropes britàniques van posar-se malalts per culpa de la febre de les trinxeres, mentre que una cinquena part de totes les forces alemanyes i austríaques van patir els efectes de la malaltia. Aquesta malaltia encara es troba avui dia entre les comunitats de sense sostre. S'han documentat episodis en ciutats com Seattle o Baltimore, als Estats Units, entre la comunitat drogodependent, així com a Marsella, a França, i a Burundi.